# Pilbara (circonscription)
Pour les articles homonymes, voir Pilbara (homonymie).
Pilbara est une circonscription électorale pour l'Assemblée législative d'Australie-Occidentale en Australie. Elle reprend le nom de la région de Pilbara dans laquelle elle est située. Il s'agit de l'une des plus anciennes circonscriptions électorales en Australie-Occidentale avec son premier député élu lors du deuxième parlement de l'Assemblée législative lors des élections de 1894.

## Histoire
La circonscription de Pilbara a été créée lors de la redistribution de 1893 à la suite de la loi sur l'amendement de la Loi sur la constitution de 1893 (Constitution Act Amendment Act 1893 en anglais). Son premier député a été élu lors des élections de 1894.

## Géographie
En 2014, la circonscription comprend le comté de Pilbara-Est, la ville de Port Hedland et le comté de Roebourne qui comprend la ville de Karratha.

## Députés
| Député | Député                 | Parti                    | Mandat        |
| ------ | ---------------------- | ------------------------ | ------------- |
|        | Henry Keep (en)        | Sans affiliation         | 1894-1897     |
|        | Walter Kingsmill (en)  | Oppositionist            | 1897-1903     |
|        | James Isdell (en)      | Indépendant              | 1903-1904     |
|        | James Isdell (en)      | Ministerialist           | 1904-1906     |
|        | Henry Underwood (en)   | Travailliste             | 1906-1917     |
|        | Henry Underwood (en)   | Nationaliste             | 1917-1924     |
|        | Alfred Lamond (en)     | Travailliste             | 1924-1933     |
|        | Frank Welsh (en)       | Nationaliste             | 1933-1939     |
|        | Bill Hegney (en)       | Travailliste             | 1939-1950     |
|        | Aloysius Rodoreda (en) | Travailliste             | 1950-1958     |
|        | Arthur Bickerton (en)  | Travailliste             | 1958-1974     |
|        | Brian Sodeman (en)     | Libéral                  | 1974-1983     |
|        | Pam Buchanan           | Travailliste             | 1983-1989     |
|        | Larry Graham           | Travailliste             | 1989-2000     |
|        | Larry Graham           | Travailliste indépendant | 2000-2005     |
|        | Tom Stephens           | Travailliste             | 2005-2013     |
|        | Brendon Grylls         | National                 | 2013-2017     |
|        | Kevin Michel           | Travailliste             | 2017-en cours |

## Résultats des élections
| Parti                            | Parti                        | Candidat                     | Voix   | %     | ±     |
| -------------------------------- | ---------------------------- | ---------------------------- | ------ | ----- | ----- |
|                                  | Travailliste                 | Kevin Michel                 | 9 075  | 61,0  | +30,1 |
|                                  | National                     | Scott Bourne                 | 2 715  | 18,3  | −9,1  |
|                                  | Libéral                      | Camilo Blanco                | 1 241  | 8,3   | −6,9  |
|                                  | Verts                        | Machelle Vaughan-Cartner     | 504    | 3,4   | −0,7  |
|                                  | SFF                          | David Allison-Forrest        | 453    | 3,0   | −6,5  |
|                                  | Une nation                   | Sandi Crouch                 | 432    | 2,9   | −8,5  |
|                                  | NMV                          | Max Elliott                  | 270    | 1,8   | +1,8  |
|                                  | Australie-Occidentale        | Don Hyland                   | 115    | 0,8   | +0,8  |
|                                  | WAxit                        | Navneet Jawanda              | 68     | 0,5   | ±0,0  |
| Total des suffrages exprimés     | Total des suffrages exprimés | Total des suffrages exprimés | 14 873 | 95,2  | −0,2  |
| Votes nuls                       | Votes nuls                   | Votes nuls                   | 748    | 4,8   | +0,2  |
| Participation                    | Participation                | Participation                | 15 621 | 67,1  | −0,8  |
| Résultat de préférence bipartite |                              |                              |        |       |       |
|                                  | Travailliste                 | Kevin Michel                 | 10 459 | 70,4  | +18,1 |
|                                  | National                     | Scott Bourne                 | 4 408  | 29,6  | -18,1 |
|                                  | Travailliste retenir         | Travailliste retenir         | Swing  | +18,1 |       |

## Annexe